# Гояни
Гояни (рос. Гояны; рум. Goian) — село в Дубосарському районі в Молдові (Придністров'ї). Знаходиться за 12 км від районного центру. Утворює Гоянську сільську раду. 
Населення — 676 осіб, кількість домашніх господарств — 404. В селі є Молдавська основна загальноосвітня середня школа, дитячий садок, пошта, фельдшерсько-акушерський пункт, Будинок культури, підприємство «Сельхоз Гояны».
Станом на 2004 рік у селі проживало 4,3% українців.

## Історія
В 1826—1923 роках село входило до складу Тираспольського повіту Херсонської губернії. 
Станом на 1886 рік у селі Дубівської волості Тираспольського повіту Херсонської губернії мешкало 652 особи, налічувалось 131 дворове господарство, існувала православна церква Святого Миколи Чудотворця, збудована 1790-го року. 
В 1924—1940 роках входило до Молдавської АРСР у складі Української СРР. В 1940—1991 роках — у складі Молдавської РСР, з 1991 року — у складі Молдови, під контролем ПМР.